# What The Fuck Is Wrong With You People?

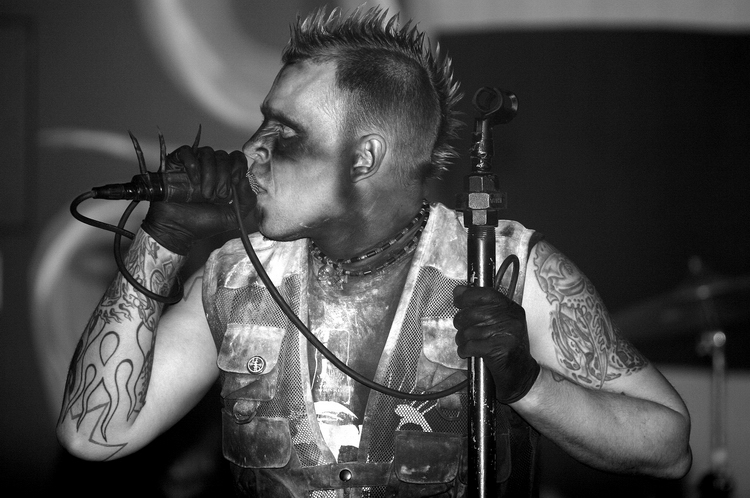
Andy LaPlegua

What The Fuck Is Wrong With You People är det tredje albumet från Aggrotech bandet Combichrist. 
Genre: EBM / Aggrotech

## Låtlista
1. 5AN Afterparty
2. What The Fuck Is Wrong With You?
3. Electrohead
4. Adult Content
5. Fuck That Shit
6. Brain Bypass
7. Get Your Body Beat
8. Deathbed
9. In The Pit
10. Shut Up and Swallow
11. Red
12. Are You Connected?
13. Give Head If You Got It
14. All Your Bass Belong TO Us

### Dark Side
1. God Warrior
2. Dead Again
3. Verdammit
4. AM
5. Dawn of Man
6. Jack Torrance
7. Another Corpse Under My Bed
8. Body: Part
9. HAL 9000
10. Shut Up and Bleed Feat. Waste